# Clément Grenier
Clément Grenier, född 7 januari 1991 i Annonday, är en fransk fotbollsspelare som spelar som mittfältare.

## Karriär
I januari 2017 lånades Grenier ut till italienska Roma för resten av säsongen 2016/2017. Roma valde inte att utnyttja köpoptionen som fanns i låneavtalet och inför säsongen 2017/2018 återvände Grenier till Lyon.
Den 31 januari 2018 värvades Grenier av Guingamp, där han skrev på ett 1,5-årskontrakt. I juli 2018 värvades Grenier av Rennes, där han skrev på ett treårskontrakt.